# Microcaecilia rabei
Espèce
Synonymes
- Gymnopis rabei Roze & Solano, 1963

Statut de conservation UICN

 DD  : Données insuffisantes
Microcaecilia rabei est une espèce de gymnophiones de la famille des Siphonopidae.

## Répartition
Cette espèce se rencontre entre 100 et 400 m d'altitude :
- dans le centre du Suriname ;
- dans l'État de Bolívar au Venezuela.

Sa présence est incertaine au Guyana et au Brésil.

## Étymologie
Cette espèce est nommée en l'honneur de G. Rabe.

## Publication originale
- Roze & Solano, 1963 : Resumen de la familia Caeciliidae (Amphibia: Gymnophiona) de Venezuela. Acta Biologica Venezuelica, Caracas, vol. 3, p. 287-300.